# 스턴트맨 (2024년 영화)
《스턴트맨》(영어: The Fall Guy)은 2024년 개봉한 미국의 액션 코미디 영화이다. 데이비드 리치가 감독을 맡았으며, 1980년대 방영한 드라마 《더 폴 가이》가 영화의 원작이다.

## 출연
- 라이언 고슬링 - 콜트 시버스
- 에밀리 블런트 - 조디 모레노
- 에런 테일러존슨 - 톰 라이더
- 윈스턴 듀크 - 댄 터커
- 해나 워딩엄 - 게일 마이어
- 스테퍼니 슈 - 앨마 밀란
- 테리사 파머 - 이기 스타
- 리 메이저스[6]
- 제이슨 모모아

## 참고 사항
- 애런 테일러존슨은 데이비드 리치 감독과 불릿 트레인에 이어서 2번째 협업이다.